# Upplands runinskrifter 564
Upplands runinskrifter 564, till vänster på bilden, är ett vikingatida fragment av en ristad sten av röd sandsten. Det finns i Malsta kyrka, Malsta socken och Norrtälje kommun. Ristningen är rent ornamental och föreställer ett kors. Runstensfragmentet är 0,49 gånger 0,41 meter stort. U 564 var känt på 1800-talet men försvann en period för att sedan återfinnas 1923. Ristningen attribueras till Öpir och påminner, med såväl korset som ornamentet, om U 287 som Öpir signerat.
Runstensfragmenten på bilden är, från vänster, U 564, U 562, U 561 och U 563. Samtliga dessa förvaras i Malsta kyrkas vapenhus.